# Luxemburgs herrlandslag i ishockey
Luxemburgs herrlandslag i ishockey debuterade för första gången 1992 i C-VM i Sydafrika. I debutmatchen den 21 mars 1992 förlorade laget med 0-23 mot hemmalaget Sydafrika. Laget blev femma (näst sist) i turneringen, med en seger, en oavgjord och tre förluster. Segern kom mot Turkiet, oavgjorda mot Israel. Förlusterna kom mot hemmanationen Sydafrika, Grekland och mot Spanien. Laget gjorde totalt 20 mål och släppte in totalt 73 mål . Luxemburg hade då varit medlem i IIHF sedan 1912.
Sedan dröjde det ända fram till år 2000 som Luxemburg var med igen, D-VM i Island. Laget hamnade åtta (näst sist) genom en seger och tre förluster. Laget hamnade först i Grupp A tillsammans med Australien och Nya Zeeland. Luxemburg förlorade bägge matcherna och fick spela om plats 7-9, tillsammans med Mexiko och Turkiet. Man förlorade mot Mexiko, men vann mot Turkiet. Laget gjorde totalt 9 mål och släppte in totalt 23 mål.   
Två år senare, i C-VM i Serbien (då Jugoslavien) 2002, fick Luxemburg delta, inte för att man hade kvalificerat sig till turneringen, utan genom sin ranking på IIHF:s världsrankinglista. Luxemburg förlorade samtliga sina fem matcher mot Litauen, hemmanationen Serbien (då Jugoslavien), Bulgarien, Spanien och mot Island. Laget gjorde bara totalt 2 mål och släppte in totalt 68 mål. Laget nedgraderades till D-VM. 
Året efter, D-VM i Nya Zeeland 2003, blev Luxemburg tvåa av tre lag genom en seger mot Turkiet och en förlust mot hemmanationen Nya Zeeland. Laget gjorde totalt 7 mål och släppte in totalt 10 mål. Laget uppgraderades till C-VM. 
Året 2004, C-VM i Spanien, blev Luxemburg sist (sexa) ännu en gång och fick en oavgjord mot Island och förlorade resten av fyra matcherna mot Kroatien, hemmanationen Spanien, Australien och mot Kina. Laget gjorde bara totalt 5 mål och släppte in totalt 70 mål. Laget nedgraderades än en gång till D-VM.
Året 2005, D-VM i Mexiko, hamnade Luxemburg på 3:e plats, precis utanför uppflyttning till C-VM, med två segrar och två förluster. Första segern kom mot Irland med 8-4 och andra segern mot Armenien med hela 38-3, vilket är Luxemburgs största seger. Förlusterna kom mot hemmanationen Mexiko och mot Sydafrika. Laget gjorde totalt hela 49 mål och släppte in 16 mål.
Året 2006, D-VM i Island, gjorde Luxemburg sin sämsta turnering genom att komma sist. Laget förlorade samtliga sina fyra matcher mot hemmanationen Island, Turkiet, Armenien och mot Irland. Laget gjorde bara totalt 11 mål och släppte in totalt 26 mål.
Året efter, D-VM i Irland 2007, hamnade Luxemburg på 3:e plats, precis utanför uppflyttning till C-VM, med två segrar, en förlust och en straffläggningsförlust mot Irland i en avgörande match om vilket av Luxemburg och Irland som skulle gå till C-VM. Segrarna kom mot Sydafrika och mot nykomlingen Mongoliet. Förlusten kom mot Nya Zeeland. Laget gjorde totalt 21 mål och släppte in totalt 15 mål.
År 2008 anordnade Luxemburg D-VM i Kockelscheuer, där Luxemburg än en gång kom på 3:e plats, precis utanför uppflyttning till C-VM, med en seger, två sudden deathssegrar och två förluster. Segern kom mot Mongoliet. Sudden deathssegrarna kom mot Turkiet och mot Grekland. Förlusterna kom mot Nordkorea och mot Sydafrika. Laget gjorde totalt 22 mål och släppte in totalt 13 mål.
Luxemburg rankades på 43:e plats enligt IIHF:s världsrankinglista efter VM i ishockey 2013.

## OS-turneringar
- 1992 - OS i Albertville, Frankrike - deltog ej
- 1994 - OS i Lillehammer, Norge - deltog ej
- 1998 - OS i Nagano, Japan - deltog ej
- 2002 - OS i Salt Lake City, USA - deltog ej
- 2006 - OS i Turin, Italien - deltog ej
- 2010 - OS i Vancouver, Kanada - deltog ej
- 2014 - OS i Sotji, Ryssland - deltog ej

## VM-turneringar
- 1992 - C-VM i Sydafrika - femma (näst sist), 5 matcher, 1 seger, 1 oavgjord, 3 förluster, 20 gjorda mål, 73 insläppta mål, 3 poäng.
- 2000 - D-VM i Island - åtta (näst sist), 4 matcher, 1 seger, 0 oavgjorda, 3 förluster, 9 gjorda mål, 23 insläppta mål, 2 poäng.
- 2002 - VM Division II i Serbien - sist (sexa), 5 matcher, 0 segrar, 0 oavgjorda, 5 förluster, 2 gjorda mål, 68 insläppta mål, 0 poäng.
- 2003 - VM Division III i Island - tvåa (silver), 2 matcher, 1 seger, 0 oavgjorda, 1 förlust, 7 gjorda mål, 10 insläppta mål, 2 poäng.
- 2004 - VM Division II i Spanien - sist (sexa), 5 matcher, 0 segrar, 1 oavgjord, 4 förluster, 5 gjorda mål, 70 insläppta mål, 1 poäng.
- 2005 - VM Division III i Mexiko - trea (brons), 4 matcher, 2 segrar, 0 oavgjorda, 2 förluster, 49 gjorda mål, 16 insläppta mål, 4 poäng.
- 2006 - VM Division III i Island - femma (sist), 4 matcher, 0 segrar, 0 oavgjorda, 4 förluster, 11 gjorda mål, 26 insläppta mål, 0 poäng.
- 2007 - VM Division III i Irland - trea (brons), 4 matcher, 2 segrar, 1 förlust, 0 sudden deaths-/straffläggningssegrar, 1 sudden deaths-/straffläggningsförlust, 21 gjorda mål, 15 insläppta mål, 7 poäng.
- 2008 - VM Division III i Luxemburg (på hemmaplan) - trea (brons), 5 matcher, 1 seger, 2 förluster, 2 sudden deaths-/straffläggningssegrar, 0 sudden deaths-/straffläggningsförluster, 22 gjorda mål, 13 insläppta mål, 7 poäng.
- 2009 - VM Division III i Nya Zeeland - trea (brons), 4 matcher, 2 segrar, 2 förluster, 0 sudden deaths-/straffläggningssegrar, 0 sudden deaths-/straffläggningsförluster, 21 gjorda mål, 18 insläppta mål, 6 poäng.
- 2010 - VM Division III i Luxemburg (hemmaplan)* - trea (brons), 3 matcher, 1 seger, 2 förluster, 0 sudden deaths-/straffläggningssegrar, 0 sudden deaths-/straffläggningsförluster, 8 gjorda mål, 10 insläppta mål, 3 poäng. *Mästerskapet blev flyttad från Grekland till Luxemburg, på grund av den ekonomiska krisen i Grekland.
- 2011 - VM Division III i Sydafrika - fyra, 4 matcher, 1 seger, 3 förluster, 0 sudden deaths-/straffläggningssegrar, 0 sudden deaths-/straffläggningsförluster, 25 gjorda mål, 22 insläppta mål, 3 poäng.
- 2012 - VM Division III i Turkiet - trea (brons), 5 matcher, 3 segrar, 2 förluster, 0 sudden deaths-/straffläggningssegrar, 0 sudden deaths-/straffläggningsförluster, 20 gjorda mål, 15 insläppta mål, 9 poäng.
- 2013 - VM Division III i Sydafrika - trea (brons), 5 matcher, 3 segrar, 2 förluster, 0 sudden deaths-/straffläggningssegrar, 0 sudden deaths-/straffläggningsförluster, 20 gjorda mål, 13 insläppta mål, 9 poäng.
- 2014 - VM Division III i Luxemburg (hemmaplan) - trea (brons), 5 matcher, 3 segrar, 2 förluster, 0 sudden deaths-/straffläggningssegrar, 0 sudden deaths-/straffläggningsförluster, 43 gjorda mål, 16 insläppta mål, 9 poäng.
- 2015 - VM Division III i Turkiet - trea (brons), 6 matcher, 4 segrar, 2 förluster, 0 sudden deaths-/straffläggningssegrar, 0 sudden deaths-/straffläggningsförluster, 39 gjorda mål, 19 insläppta mål, 12 poäng.
- 2016 - VM Division III i Turkiet - trea (brons), 5 matcher, 3 segrar, 2 förluster, 0 sudden deaths-/straffläggningssegrar, 0 sudden deaths-/straffläggningsförluster, 29 gjorda mål, 14 insläppta mål, 9 poäng.
- 2017 - VM Division III i Bulgarien - etta (guld), 5 matcher, 5 segrar, 0 förluster, 0 sudden deaths-/straffläggningssegrar, 0 sudden deaths-/straffläggningsförluster, 44 gjorda mål, 10 insläppta mål, 15 poäng.
- 2018 - VM Division II Grupp B i Spanien - sexa (sist), 5 matcher, 1 seger, 4 förluster, 0 sudden deaths-/straffläggningssegrar, 0 sudden deaths-/straffläggningsförluster, 6 gjorda mål, 29 insläppta mål, 3 poäng.

## VM-statistik

### 1992-2006
| VM-Turneringar    | Matcher | Segrar | Oavgjorda | Förluster | Gjorda mål | Insläppta mål | Poäng |
| ----------------- | ------- | ------ | --------- | --------- | ---------- | ------------- | ----- |
| A-VM              | 0       | 0      | 0         | 0         | 0          | 0             | 0     |
| B-VM/Division I   | 0       | 0      | 0         | 0         | 0          | 0             | 0     |
| C-VM/Division II  | 15      | 1      | 2         | 12        | 27         | 211           | 4     |
| D-VM/Division III | 14      | 4      | 0         | 9         | 76         | 75            | 8     |

### 2007-
| VM-Turneringar | Matcher | Segrar | Förluster | Sudden deaths-/Straffläggningssegrar | Sudden deaths-/Straffläggningsförluster | Gjorda mål | Insläppta mål | Poäng |
| -------------- | ------- | ------ | --------- | ------------------------------------ | --------------------------------------- | ---------- | ------------- | ----- |
| VM             | 0       | 0      | 0         | 0                                    | 0                                       | 0          | 0             | 0     |
| Division I     | 0       | 0      | 0         | 0                                    | 0                                       | 0          | 0             | 0     |
| Division II    | 5       | 1      | 4         | 0                                    | 0                                       | 6          | 29            | 3     |
| Division III   | 51      | 28     | 20        | 2                                    | 1                                       | 292        | 168           | 86    |

- ändrat poängsystem efter VM 2006, där seger ger 3 poäng istället för 2 och att matcherna får avgöras genom sudden death (övertid) och straffläggning vid oavgjort resultat i full tid. Vinnaren får där 2 poäng, förloraren 1 poäng.

## Spelade matcher
Avser matcher fram till 9 april, 2015
| Lag                     | S | V | O | F | GM | IM |
| ----------------------- | - | - | - | - | -- | -- |
| Armenien                | 2 | 1 | 0 | 1 | 44 | 13 |
| Australien              | 2 | 0 | 0 | 2 | 0  | 29 |
| Bosnien och Hercegovina | 1 | 1 | 0 | 0 | 5  | 0  |
| Bulgarien               | 2 | 0 | 0 | 2 | 7  | 25 |
| Förenade Arabemiraten   | 4 | 4 | 0 | 0 | 26 | 6  |
| Georgien                | 2 | 2 | 0 | 0 | 34 | 3  |
| Grekland                | 7 | 4 | 1 | 2 | 45 | 17 |
| Hongkong                | 1 | 1 | 0 | 0 | 8  | 0  |
| Irland                  | 7 | 4 | 1 | 2 | 36 | 22 |
| Island                  | 2 | 0 | 0 | 2 | 2  | 13 |
| Israel                  | 3 | 0 | 2 | 1 | 8  | 18 |
| Jugoslavien             | 1 | 0 | 0 | 1 | 0  | 13 |
| Kina                    | 1 | 0 | 0 | 1 | 3  | 19 |
| Kroatien                | 1 | 0 | 0 | 1 | 0  | 11 |
| Liechtenstein           | 2 | 2 | 0 | 0 | 11 | 3  |
| Litauen                 | 1 | 0 | 0 | 1 | 0  | 20 |
| Mexiko                  | 2 | 0 | 0 | 2 | 1  | 9  |
| Mongoliet               | 3 | 3 | 0 | 0 | 24 | 2  |
| Nordkorea               | 5 | 0 | 0 | 5 | 9  | 23 |
| Nya Zeeland             | 4 | 0 | 0 | 4 | 8  | 25 |
| Spanien                 | 3 | 0 | 0 | 3 | 0  | 57 |
| Sydafrika               | 6 | 1 | 0 | 5 | 16 | 47 |
| Turkiet                 | 8 | 3 | 1 | 4 | 39 | 46 |